# Rudolf Irmler
Rudolf Irmler (ur. 11 sierpnia 1907 roku w Lubinie, zm. 8 stycznia 1999 roku w Marktheidenfeld) – śląski pastor luterański, pisarz.
Po studiach teologicznych i wikariacie wyjechał do Brazylii, gdzie służył przez osiem lat w parafii Jgrejinha, założonej przez niemieckich osadników. Został tam ordynowany 7 września 1932 roku. W  1939 roku Irmler przebywał na urlopie w Niemczech, kiedy wybuchła wojna. Nie pozwoliło mu to na powrót w miejsce swojej służby. W latach 1939–1945 pełnił funkcje duszpasterskie w Oborze, Pszczynie i Katowicach. W 1947 roku wydalono go ze Śląska. Rok później objął funkcję proboszcza w parafii ewangelickiej w Waldheim. W 1953 roku wyjechał do Niemiec Zachodnich. Następnie w roku 1954 był pastorem szpitalnym we Frankfurcie nad Menem. Przez długie lata angażował się w pracę diakonijną. Mimo wielu zawirowań, zachował on śląską tożsamość, czego odzwierciedleniem jest jego twórczość. 

## Twórczość
- Schläft ein Lied in allen Dingen
- Das Jesuskind fliegt nach Breslau
- Stimmen der Heimat
- Freude und Dank
- Ihre Heimat war Schlesien